# Stelian Popescu (militar)
Stelian Popescu (n. 26 ianuarie 1925, satul Dumbrava, județul Mehedinți – d. 15 noiembrie 1995, București) a fost un general român, care a comandat Armata a III-a, cantonată la Cluj (1976-1979).

## Biografie
Stelian Popescu s-a născut la data de 26 ianuarie 1925, în satul Dumbrava din județul Mehedinți. A urmat cursurile Școlii de Ofițeri de Artilerie (1948-1949), fiind avansat la gradul de locotenent și numit comandant de baterie în Regimentul 142 Obuziere (1949-1951).
În anul 1951 este înaintat la gradul de locotenent major și numit ajutor pentru Operații și P.L. al șefului de stat major (1951-1952) și comandant de divizion în Brigada 54 Artilerie (1952-1953), apoi ajutor șef Birou operații (1953-1955) și ajutor al șefului Biroului P.L. artilerie al Regiunii 3-a militare (1955-1956). În acest timp, a urmat Cursul de perfecționare pentru comandanți și șefi de state majore (1952) și cursul de comandanți de regimente (1952). A fost avansat la gradele de căpitan (1954) și maior (1955).
Stelian Popescu avansează în ierarhia militară, devenind locțiitor al comandantului Regimentului 54 Artilerie (1956-1957), comandant al Regimentului 146 Artilerie (1957-1958) devenit apoi Regimentul 69 Artilerie (1959-1966). Își perfecționează pregătirea prin absolvirea Cursului academic superior de pe lângă Academia Militară Generală (1961-1962) și este promovat la gradele de locotenent-colonel (1959) și colonel (1964).
Urmează apoi studii la Academia Militară Generală - secția artilerie (1966-1969), absolvite ca șef de promoție și ulterior Cursul postacademic superior (1975). În urma acestora, este numit comandant al Diviziei 10 Mecanizată (1969-1976), fiind înaintat la gradul de general-maior (cu o stea) la 6 mai 1971 și apoi la cel de general-locotenent (cu 2 stele) la 7 mai 1977. În perioada 9 decembrie 1976 - 21 martie 1979, generalul Stelian Popescu a condus Armata a III-a de la Cluj.
În martie 1979 a fost numit în funcția de vicepreședinte al Comisiei Centrale pentru Regulamente a M.Ap.N. Este trecut în rezervă în iunie 1981.
La 21 octombrie 1994, generalul-locotenent (r) Stelian Popescu a fost avansat la gradul de general-colonel în retragere . A încetat din viață la data de 15 noiembrie 1995, în orașul București.

## Distincții
- Ordinul „Steaua Republicii Populare Romîne” clasa a V-a (12 august 1959) „pentru contribuție activă la întărirea regimului democrat-popular”[4]